# Ghostscript
Ghostscript — це комплекс програмного забезпечення, яке складається з:
- інтерпретатора мови PostScript ™ та Adobe Portable Document Format (PDF формат);
- множини процедур (бібліотека Ghostscript) C, які забезпечують графічні та фільтрувальні (стиснення даних / декомпресія / конвертація) засоби, що наявні як примітивні операції на мові PostScript та в PDF.

Інструментарій дозволяє обробляти як мову Postscript так і документи PDF, переводити їх в растрові формати для показу на екрані або для виведення на друк на принтерах без підтримки Postscript.
GhostScript поширюється під ліцензією AGPLv3, а вміст каталогу CMap за спеціальною ліцензією Adobe.